# Daan Disveld
Daan Disveld (Lent, 20 januari 1994) is een Nederlands voetballer die als verdediger speelt. Disveld speelt als centrale verdediger of rechtsback. In de winterstop van het seizoen 2019/20 verruilde hij SV TEC voor DOVO.

## Clubcarrière
Disveld begon met voetballen bij DVOL uit Lent en vertrok als D-junior naar de jeugdopleiding van N.E.C. die hij vervolgens volledig zou doorlopen. In 2011 werd hij officieel overgeheveld naar de selectie van het eerste team en in november 2012 leek Disveld in de competitiewedstrijd tegen FC Utrecht zijn debuut te gaan maken. Hij stond in blessuretijd klaar om in te vallen maar het eindsignaal klonk voordat hij in het veld kon komen. Hierna raakte hij geblesseerd en moest hij een jaar wachten op een nieuwe kans. Disveld maakte uiteindelijk zijn debuut voor N.E.C. als basisspeler in de uitwedstrijd tegen FC Groningen om de KNVB beker op 19 december 2013. Drie dagen later debuteerde hij ook in de Eredivisie, tevens op bezoek bij de noorderlingen.
Disveld werd op 3 april 2015 kampioen van de Jupiler League door in de thuiswedstrijd tegen Sparta Rotterdam met 1-0 te winnen. Vanaf het seizoen 2015/16 speelde Disveld voor FC Den Bosch, waar hij een contract voor twee seizoenen ondertekende. In het seizoen 2016/17 kwam hij niet meer aan bod. Hij speelde enkele wedstrijden voor Jong FC Den Bosch in de Derde divisie zondag en eind december liet hij zijn contract bij FC Den Bosch ontbinden. Hij maakte het seizoen af in de tweede divisie bij SV TEC. Met TEC degradeerde hij in 2018 naar de Derde divisie en promoveerde hij in 2019 weer terug. In januari 2020 ging hij naar DOVO in de Derde divisie. In het seizoen 2023-2024 komt Daan Disveld uit in de tweede klasse namens Achilles '29.

## Interlandcarrière
Met het Nederlands voetbalelftal onder 17 werd Disveld als aanvoerder in 2011 Europees kampioen.

## Clubstatistieken
| Seizoen                  | Club           | Land           | Competitie     | Competitie | Competitie | Beker | Beker | Totaal | Totaal |
| Seizoen                  | Club           | Land           | Competitie     | Wed.       | Dlp.       | Wed.  | Dlp.  | Wed.   | Dlp.   |
| ------------------------ | -------------- | -------------- | -------------- | ---------- | ---------- | ----- | ----- | ------ | ------ |
| 2011/12                  | N.E.C.         | Nederland      | Eredivisie     | 0          | 0          | 0     | 0     | 0      | 0      |
| 2012/13                  | N.E.C.         | Nederland      | Eredivisie     | 0          | 0          | 0     | 0     | 0      | 0      |
| 2013/14                  | N.E.C.         | Nederland      | Eredivisie     | 1          | 0          | 1     | 0     | 2      | 0      |
| 2014/15                  | N.E.C.         | Nederland      | Eerste divisie | 6          | 0          | 2     | 0     | 8      | 0      |
| 2015/16                  | FC Den Bosch   | Nederland      | Eerste divisie | 13         | 0          | 4     | 0     | 17     | 0      |
| Carrièretotaal           | Carrièretotaal | Carrièretotaal | Carrièretotaal | 20         | 0          | 7     | 0     | 27     | 0      |
| Bijgewerkt op 7 mei 2016 |                |                |                |            |            |       |       |        |        |

## Erelijst
N.E.C.
- Kampioen Eerste divisie

2014/15
 Nederland -17
- Europees kampioen -17

2011